# V766 Кентаура
В766 Кентаури је једна од десет највећих познатих звезда и милион је пута сјајнија од Сунца. Упркос великој удаљености од готово 12.000 светлосних година од Земље, звезда се готово може уочити голим оком. Она се током посљедних 40 година повећава и хлади ширењем. Астрономи су закључили да је звезда у бинарном систему.